# Dinastía omeya
La dinastía omeya (en árabe: بَنُو أُمَيَّةَ, Banū Umayya, lit.  'Hijos de Umayya') o simplemente los omeyas (الأمويون) se refiere a la familia gobernante del califato musulmán entre los años 661 y 750 y más tarde de la Iberia islámica en Europa entre los años 756 y 1031. En el período preislámico, fueron un clan prominente de la tribu mecana de los coraichitas, descendientes de Umayya ibn Abd Shams. A pesar de hacer una firme oposición al profeta islámico Mahoma, los omeyas se convirtieron al Islam antes de la muerte de éste en 632. Un miembro del clan, Uthmán, se convirtió en el tercer califa rashidun entre 644 y 656, mientras que otros miembros del clan ocuparon varias gobernaciones. Uno de estos gobernadores, Mu'awiya I, luchó en la Primera Guerra Civil Musulmana en 661 y estableció el Califato Omeya, con su capital en Damasco, Siria. Esto señaló el comienzo de la dinastía omeya, la primera dinastía hereditaria en la historia del Islam y la única en gobernar la totalidad del mundo islámico de su época.
La línea sufyanida fundada por Mu'awiya fracasó en 683 y la autoridad de los omeyas fue desafiada en la Segunda Guerra Civil Musulmana, pero la dinastía prevaleció en últimas bajo el mando de Marwán I, quien fundó la línea marwanida de califas omeyas. Los omeyas lideraron las primeras conquistas musulmanas, entre ellas las del norte de África, la península ibérica, Asia central y Sind, pero su política de guerra constante agotó los recursos militares del estado, a la vez que revueltas alides y rivalidades tribales debilitaban el régimen desde adentro. Finalmente, en el año 750, la revolución abasí derrocó al califa Marwán II, masacrando a la mayoría de miembros de la familia. Uno de los sobrevivientes, Abderramán, nieto del califa Hisham ibn Abd al-Málik, escapó a la Iberia musulmana (al-Ándalus), donde fundó el Emirato Omeya de Córdoba, que Abderramán III elevó al estatus de califato en 929. Tras una breve era dorada, el Califato de Córdoba se desintegró en varios reinos independientes o taifas en 1031, marcando así el final de la dinastía omeya en el poder político.

## Historia

### Orígenes preislámicos
Los Omeyas, o Banu Umayya, eran un clan que hacía parte de la tribu coraichita, que dominaba La Meca en la era preislámica. Los coraichitas ganaron prestigio entre las tribus árabes gracias a que protegían y mantenían la Ka'aba, que en ese momento era considerada por los árabes a lo largo de la Península arábiga, en su inmensa mayoría politeístas, como su santuario más sagrado. Al parecer, a cierto miembro de la tribu coraichita llamado Abd Manaf ibn Qusayy, que de acuerdo con su lugar en la tradición genealógica habría vivido durante la segunda mitad del siglo V, se le encargó del mantenimiento y protección de la Ka'aba y sus peregrinos. Estos roles pasaron a sus hijos Abd Shams, Hashim y otros. Abd Shams fue padre de Umayya, el progenitor epónimo de los omeyas.
Umayya sucedió a Abd Shams como el qāʾid (alcaide, o comandante en tiempo de guerra) de los mecanos. Tal puesto era probablemente un ocasional puesto político cuyo titular debía supervisar la dirección en que iban los asuntos militares de La Meca en tiempos de guerra, en vez de tratarse de un comando real en el campo. Este hecho resultó instructivo en tanto omeyas posteriores se hicieron famosos por tener considerables habilidades organizativas políticas y militares. El historiador Giorgio Levi Della Vida ha sugerido que la información existente acerca de Umayya en fuentes tradicionales musulmanas, como es el caso con todos los antiguos progenitores de las tribus de Arabia, "debe aceptarse con precaución," pero "que un escepticismo demasiado grande con respecto a la tradición sería tan mala idea como fe absoluta en sus afirmaciones." Según Della Vida, dado que los omeyas que aparecen al comienzo de la historia musulmana a principios del siglo VII eran descendientes de no más que tercera generación de Umayya, la existencia de éste es altamente plausible.
Para alrededor del año 600, los coraichitas habían desarrollado redes comerciales transarábicas, organizando caravanas hasta Siria en el norte y hasta Yemen en el sur. Los Banu Umayya y los Banu Majzum dominaban estas redes comerciales y desarrollaron alianzas económicas y militares con las tribus nómadas árabes que controlaban las extensiones desérticas del norte y centro de Arabia, lo que les otorgaba cierto nivel de poder político en Arabia.

### Oposición al islam y adopción del islam
Cuando el profeta islámico Mahoma, miembro de los Banu Háshim, un clan coraichita emparentado con el de los Banu Umayya a través de un antepasado común, Abd Manaf, dio inicio a sus enseñanzas religiosas en La Meca, la mayoría de los coraichitas se le opusieron. Encontró apoyo finalmente entre los habitantes de Medina, a donde se mudó junto con sus seguidores en 622. Los descendientes de Abd Shams, entre ellos los omeyas, fueron unos de los principales líderes de la oposición coraichita a Mahoma. Ocuparon el sitio de los Banu Majzum liderados por Abu Yahl como resultado de las grandes pérdidas que sufrió su liderazgo en sus luchas contra los musulmanes en la Batalla de Badr en 624. Un jefe tribal omeya, Abu Sufyan, se convirtió a partir de entonces en el líder de la ejército mecano que se enfrentó a los musulmanes liderados por Mahoma en las batallas de Uhud y de la Trinchera.
Abu Sufyán y sus hijos, junto con la mayoría de los omeyas, finalmente se convirtieron al Islam durante los últimos años de vida de Mahoma, tras la conquista musulmana de La Meca. Con el ánimo de asegurar la lealtad de ciertos líderes omeyas prominentes, entre ellos Abu Sufyan, Mahoma les ofreció regalos y puestos de importancia en el naciente estado musulmán. Nombró a otro miembro del clan, Attab ibn Asid ibn Abi al-Is, como primer gobernador de La Meca. Si bien La Meca mantuvo su preeminencia como centro religioso, Medina siguió sirviendo como el centro político de los musulmanes. Abu Sufyan y los Banu Umayya se mudaron a la ciudad para así mantener su creciente influencia política.
Tras la muerte de Mahoma en 632, se sobrevino una crisis de sucesión y las tribus nómadas de Arabia que habían adoptado el Islam desertaron de Medina.Abu Bakr, que tenía la confianza de los Ansar y los Muhayirun (los adeptos iniciales de Mahoma de Medina y La Meca, respectivamente) como uno de los más viejos amigos de Mahoma y uno de los primeros conversos al Islam, y que era aceptado también por los últimos conversos entre los coraichitas como un nativo de La Meca que les aseguraba su influyente papel en los asuntos estatales, fue elegido como califa (líder político y religioso supremo de la comunidad musulmana). Abu Bakr mostró favoritismo hacia los omeyas asignándoles un papel prominente en la conquista musulmana de Siria. En primer lugar, asignó al omeya Jálid ibn Sa'id ibn al-As como comandante de la expedición, y luego lo reemplazó con cuatro comandantes, entre quienes estaba Yazid, el hijo de Abu Sufyan, que mantenía propiedades y redes comerciales en Siria.
El sucesor de Abu Bakr, el califa Umar (r. 634-644), si bien restringió activamente la influencia de la élite coraichita a favor de los primeros partidarios de Mahoma en los asuntos  administrativos y militares, no perturbó la creciente presencia de los hijos de Abu Sufyan en Siria, que había sido conquistada casi en su totatlidad para el año 638. Cuando el comandante general de la provincia, Abu Ubáidah ibn al-Yarrah, murió en 639, Umar nombró a Yazid como gobernador de los distritos de Damasco, Palestina y Jordania. Yazid murió al poco tiempo y Umar nombró a su hermano Mu'awiya en su lugar. Este trato excepcional de Umar hacia los hijos de Abu Sufyan puede haber surgido de su respeto hacia la familia, de la floreciente alianza de estos con la poderosa tribu Banu Kalb como contrapeso a la influencia de las tribus himyaritas que habían entrado en el distrito de Homs durante la conquista, o de la ausencia de un candidato adecuado en el momento, particularmente en medio de la plaga de Amwas que ya había matado a Abu Ubayda y a Yazid.

### Empoderamiento por parte del califa Uthmán
Uthmán ibn Affan, un rico comerciante omeya, converso temprano al Islam y yerno y compañero cercano de Mahoma sucedió al califa Umar tras su muerte en 644. En un principio, Uthmán mantuvo a los designados por sus predecesores en sus puestos provinciales, pero poco a poco fue sustituyendo a muchos por omeyas o por sus parientes maternos del clan matriz de los Banu Umayya, los Banu Abd Shams: Mu'awiya, que había sido nombrado gobernador de Siria por Umar, mantuvo su puesto; al-Walid ibn Uqba y Sa'id ibn al-'As fueron nombrados sucesivamente en Kufa, una de las dos principales guarniciones y centros administrativos de Irak, y Marwán ibn al-Hakam se convirtió en su consejero principal. Si bien fue un miembro prominente del clan, Uthmán no es considerado parte de la dinastía omeya en tanto e fue elegido por consenso (shura) entre los miembros del círculo íntimo del liderazgo musulmán y nunca intentó nominar a un omeya como sucesor. Con todo, como resultado de las políticas de Uthmán, los omeyas recuperaron parte del poder que habían perdido tras la conquista musulmana de La Meca.
El asesinato de Uthmán en 656 se convirtió en un grito de guerra para la oposición coraichita a su sucesor y primo de Mahoma, el califa Ali ibn Abi Tálib del clan Banu Hashim. La élite coraichita no responsabilizaba a Ali, pero se oponía a su ascenso dadas las circunstancias de la muerte de Uthmán. Tras ser derrotada la oposición en la Batalla del Camello cerca de Basora, en la que murieron sus líderes Talha ibn Ubayd Allah y Zubayr ibn al-Awwam, ambos posibles contendientes del califato, el manto de la oposición a Ali fue asumido principalmente por Mu'awiya. Al principio, se abstuvo de reclamar abiertamente el califato, centrándose en socavar la autoridad de Alí y consolidar su posición en Siria, todo ello en nombre de la venganza por la muerte de Uthmán. Mu'awiya y Ali con sus respectivos seguidores sirios e iraquíes lucharon hasta alcanzar un punto muerto en la Batalla de Siffín en 657. En última instancia, condujo a un arbitraje indeciso, que acabó debilitando el mando de Alí sobre sus partidarios, al tiempo que elevaba la estatura de Mu'awiya como igual de Alí. Mientras Ali estaba empantanado combatiendo a sus antiguos partidarios, que pasaron a ser conocidos como jariyitas, Mu'awiya fue reconocido como califa por sus principales partidarios, las tribus árabes sirias, en 659 o 660. Cuando Ali fue asesinado por un jariyita en 661, Mu'awiya aprovechó la oportunidad para marchar sobre Kufa, donde finalmente obligó al hijo de Alí, Hasan, a ceder la autoridad califal y obtener el reconocimiento de la nobleza tribal árabe de la región. Como resultado, Mu'awiya fue ampliamente aceptado como califa, si bien persistió la oposición de parte de los jariyitas y algunos de los leales a Ali, aunque a un nivel menos consistente.

### Establecimiento del califato en Damasco
La reunificación de la comunidad musulmana bajo el liderazgo de Mu'awiya marcó el establecimiento de la dinastía Omeya. Basándose en los relatos en las fuentes musulmanas tradicionales, Hawting escribe que
... los omeyas, principales representantes de quienes se habían opuesto al Profeta [Mahoma] hasta el último momento posible, habían en los treinta años posteriores a su muerte restablecido su posición en tal medida que estaban ahora a la cabeza de la comunidad que él había fundado.

## Ramas
A comienzos del siglo VII, antes de su conversión al Islam, las principales ramas de los Omeyas eran los A'yas y los Anabisa. Los primeros agrupaban a los descendientes de los hijos de Umayya, Abu al-As, al-As, Abu al-Is y al-Uways, todos cuyos nombres compartían la misma raíz o una similar, de donde proviene el rótulo epónimo de "Aʿyās". Los Anabisa, que es la forma plural de Anbasa, un nombre común en esta rama del clan, incluían a los descendientes de los hijos de Umayya, Harb, Abu Harb, Abu Sufyan Anbasa, Sufyan, Amr y el hijo posiblemente adoptivo de Umayya, Abu Amr Dhakwan.
Dos de los hijos de Abu al-As, Affan y al-Hakam, fueron padres de futuros califas, Uthmán y Marwán I, respectivamente. De los descendientes de este último, conocidos como los marwánidas o marwaníes, provinieron los califas omeyas de Damasco que reinaron sucesivamente entre 684 y 750, y luego los emires y califas de al-Ándalus (España musulmana) con sede en Córdoba, que ocuparon el cargo hasta 1031. Aparte de quienes habían escapado a al-Ándalus, la mayoría de los marwanidas fueron asesinados en las purgas abasíes de 750. Sin embargo, varios de ellos se establecieron en Egipto e Irán, donde uno de ellos, Abu al-Faraj al-Isfahani, fue autor de la famosa fuente de historia árabe, el Kitab al-Aghani. Uthmán, el tercer califa Rashidun, que gobernó entre 644 y 656, dejó varios descendientes, algunos de los cuales ocuparon puestos políticos bajo los califas omeyas. De la línea de Abu al-Is provino la familia políticamente importante de Asid ibn Abi al-Is, cuyos miembros sirvieron en puestos militares y gobernaciones bajo varios califas Rashidun y Omeyas. La línea al-As, entretanto, produjo a Sa'id ibn al-As, quien sirvió como uno de los gobernadores de Uthmán en Kufa.
La familia más conocida de la rama Anabisa fue la del hijo de Harb, Abu Sufyan Sajr. De sus descendientes, los sufyánidas, provino Mu'awiya I, quien fundó el Califato Omeya en 661, y el hijo y sucesor de Mu'awiya I, Yazid I. El gobierno de los sufyánidas cesó con la muerte del hijo de este último, Mu'awiya II en 684, si bien los otros hijos de Yazid, Jalid y Abd Allah, continuaron desempeñando papeles políticos en el califato y el primero fue acreditado como el fundador de la alquimia árabe. El hijo de Abd Allah, Abu Muhammad Ziyad al-Sufyani, entretanto, lideró una rebelión contra los abasíes en 750, en la que murió. Los otros hijos de Abu Sufyan fueron Yazid, que precedió a Mu'awiya I como gobernador de Siria, Amr, Anbasa, Muhammad y Utba . Solo los dos últimos tuvieron descendencia. Otra familia importante de los Anabisa fueron los descendientes de Abu Amr, conocidos como los Banu Abi Mu'ayt. El nieto de Abu Amr, Uqba ibn Abu Mu'ayt, fue capturado y ejecutado por orden de Mahoma durante la Batalla de Badr  por su dura incitación contra el profeta. El hijo de Uqba, al-Walid, sirvió como gobernador de Uthmán en Kufa durante un breve período. Los Banu Abi Mu'ayt hicieron de Irak y la Alta Mesopotamia su hogar.

## Lista de califas omeyas
| Califato omeya                                                          |                                                |
| Califa                                                                  | Reinado                                        |
| Muʿāwiya I ibn Abī Sufyān                                               | 28 de julio de 661 - 27 de abril de 680        |
| Yazīd I ibn Muʿāwiya                                                    | 27 de abril de 680-11 de noviembre de 683      |
| Muʿāwiya II ibn Yazīd                                                   | 11 de noviembre de 683 a junio de 684          |
| Marwān I ibn al-Ḥakam                                                   | Junio de 684 a 12 de abril de 685              |
| ʿAbd al-Malik ibn Marwān                                                | 12 de abril de 685 - 8 de octubre de 705       |
| Al-Walīd I ibn ʿAbd al-Malik                                            | 8 de octubre de 705 - 23 de febrero de 715     |
| Sulaymān ibn ʿAbd al-Malik                                              | 23 de febrero de 715 - 22 de septiembre de 717 |
| ʿUmar II ibn ʿAbd al-ʿAzīz                                              | 22 de septiembre de 717 - 4 de febrero de 720  |
| Yazīd II ibn ʿAbd al-Malik                                              | 4 de febrero de 720 - 26 de enero de 724       |
| Hishām ibn ʿAbd al-Malik                                                | 26 de enero de 724 - 6 de febrero de 743       |
| Al-Walīd II ibn Yazīd                                                   | 6 de febrero de 743-17 de abril de 744         |
| Yazīd III ibn al-Walīd                                                  | 17 de abril de 744 - 4 de octubre de 744       |
| Ibrāhīm ibn al-Walīd                                                    | 4 de octubre de 744 - 4 de diciembre de 744    |
| Marwān II ibn Muḥammad                                                  | 4 de diciembre de 744-25 de enero de 750       |
| La dinastía terminó en el califato omeya después de la revolución abasí |                                                |
| Dinastía derrocada por Abasíes                                          |                                                |

## Gobernantes de al-Ándalus (España islámica)
| Gobernantes de al-Ándalus                                                          |                                             |
| Emirato de Córdoba                                                                 |                                             |
| Emir                                                                               | Reinado                                     |
| ʿAbd al-Raḥmān I ibn Muʿāwiya al-ʾUmawī                                            | 15 de mayo de 756 - 30 de septiembre de 788 |
| Hishām I ibn ʿAbd al-Rahmān al-ʾUmawī                                              | 6 de octubre de 788-16 de abril de 796      |
| Al-Ḥakam I ibn Hishām al-ʾUmawī                                                    | 12 de junio de 796-21 de mayo de 822        |
| ʿAbd al-Raḥmān II ibn al-Ḥakam al-ʾUmawī                                           | 21 de mayo de 822 - 852                     |
| Muḥammad I ibn ʿAbd al-Raḥmān al-ʾUmawī                                            | 852 - 886                                   |
| Al-Munḏhir ibn Muḥammad al-ʾUmawī                                                  | 886 - 888                                   |
| Muḥammad II ibn ʿAbdul-Lāh al-ʾUmawī                                               | 888 - 15 de octubre de 912                  |
| ʿAbd al-Raḥmān III ibn Muḥammad al-ʾUmawī                                          | 16 de octubre de 912-16 de enero de 929     |
| Cambio de nombre después de que Abderramán III se autoproclamara Califa de Córdoba |                                             |
| Califato de Córdoba                                                                |                                             |
| Califa                                                                             | Reinado                                     |
| ʿAbd al-Raḥmān III al-Nāṣir li-Dīn Allāh                                           | 16 de enero de 929-15 de octubre de 961     |
| Al-Ḥakam II al-Mustanṣir bi-llāh                                                   | 15 de octubre de 961 - 16 de octubre de 976 |
| Hishām II al-Muʾayyad bi-llāh                                                      | 16 de octubre de 976-1009                   |
| Muḥammad II al-Mahdī bi'llāh                                                       | 1009                                        |
| Sulaymān al-Mustaʿin bi'llāh                                                       | 1009 - 1010                                 |
| Hishām II al-Muʾayyad bi-llāh                                                      | 1010-19 de abril de 1013                    |
| Sulaymān al-Mustaʿin bi'llāh                                                       | 1013 - 1016                                 |
| ʿAbd al-Raḥmān IV al-Murtaḍā bi-llāh                                               | 1017                                        |
| Dinastía terminada por la dinastía Hammudí (1017-1023)                             |                                             |
| Califato de Córdoba (Restaurado)                                                   |                                             |
| ʿAbd al-Raḥmān V al-Mustaẓhir bi-llāh                                              | 1023 - 1024                                 |
| Muhammad III al-Mustakfi bi-llāh                                                   | 1024 - 1025                                 |
| Interregno de la dinastía Hammudí (1025-1026)                                      |                                             |
| Califato de Córdoba (Restaurado)                                                   |                                             |
| Hisham III al-Muʿtad bi-llāh                                                       | 1026-1031                                   |
| Dinastía derrocada                                                                 |                                             |